# حسن دمشقیه
حسن بن حسن دمشقیه (؟ - ۱۹۹۲م) قاری، فقیه و آموزگار لبنانی بود. حافظ قرآن و نابینا شد، از قاریان سوریه تأثیر گرفت. تدریس در دانشکدهٔ شرعی را بیست سال بر عهده داشت. سپس عزل گزید و عالمان و شاگردان در خانه‌اش نزد او گرد می‌آمدند. او را دوستدار کتاب وصف کرده‌اند. کتابخانهٔ شخصی‌اش به جمعیت اتحاد اسلامی در بیروت رسید که حدود ۲۰۰۰ عنوان بود که بیشتر حوزهٔ علوم قرائات و قرآنی را در برمی‌گرفت.